# The Dragon (Legoland)
The Dragon (Nederlands: De Draak) zijn attracties in de attractieparken Legoland Billund, Legoland Windsor, Legoland Californië, Legoland Dubai, Legoland Deutschland, Legoland Maleisië, Legoland Florida, Legoland Japan, Legoland New York, en Legoland Korea. Het stationsgebouw bevindt zich in een groot grijs kasteel en is daarmee een blikvanger in het park. De attractie begint als een darkride en eindigt met een achtbaanrit.

## Locaties

### Legoland Billund
De attractie opende in 1997 onder de naam Dragen (Nederlands: Draak) in het themagebied Knight's Kingdom. De rit start met een 1 minuut durende darkride-sectie, waarna het achtbaangedeelte begint. De gemotoriseerde achtbaan is van de fabrikant MACK Rides en opende in 1997. Het stationsgebouw en de wachtruimte van de attractie bevinden zich in een grijs kasteel.

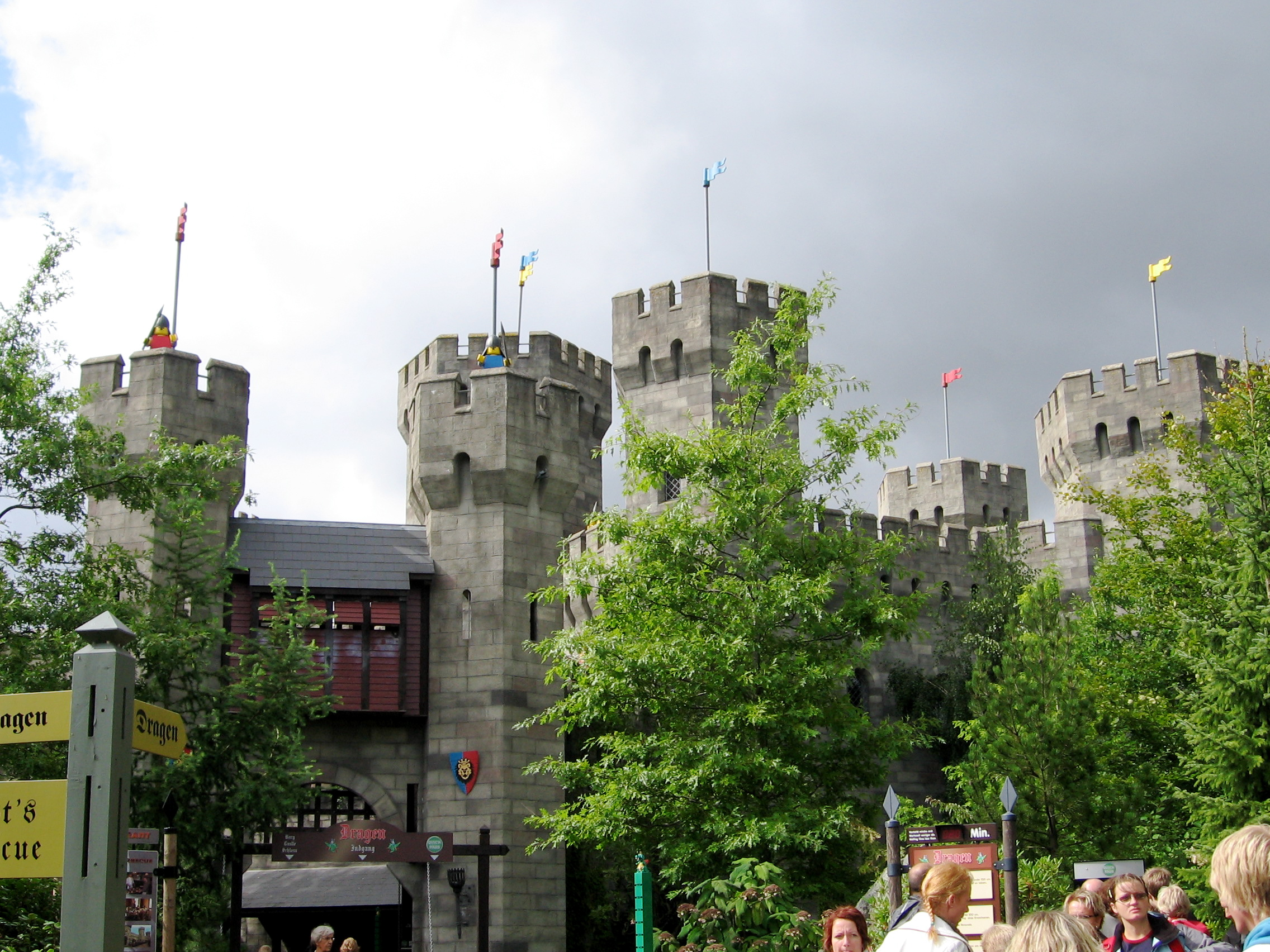
Het kasteel waarin zich het station bevindt.
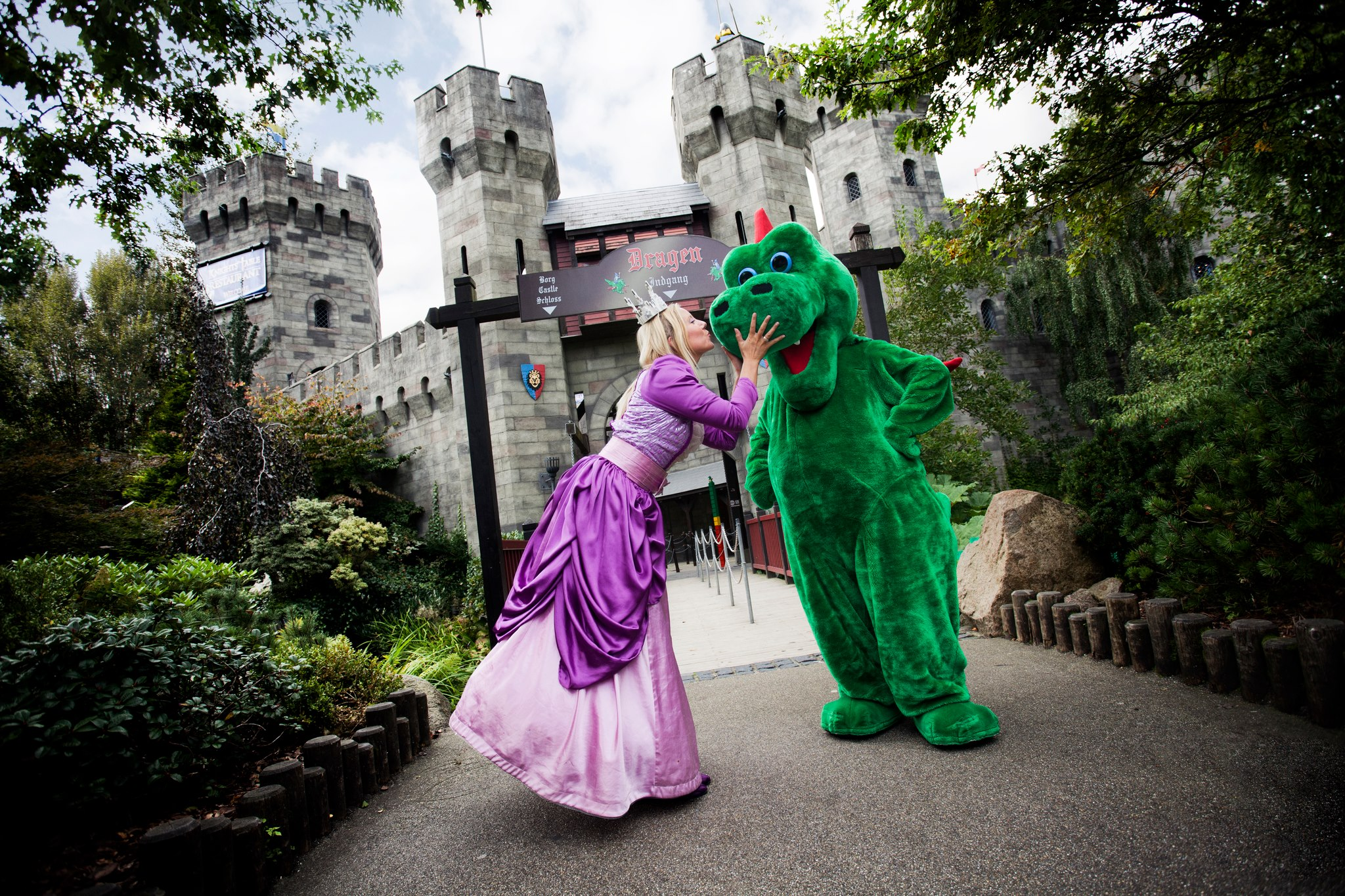
Entertainers voor de entree.

### Legoland Windsor
De attractie opende in 1998 onder de naam The Dragon. Een jaar na de opening van de attractie in Billund. De attractie start met een darkride gedeelte, waarna een achtbaangedeelte volgt. De achtbaan is een stalen achtbaan van de attractiebouwer WGH Transportation en telt twee keer een optakeling. De attractie telt een trein, waarin plaats is voor 28 personen.

### Legoland Californië
De versie in Legoland Californië bestaat uit een darkride-sectie gevolgd door een stalen achtbaan. De attractie werd geopend in 1999, werd gebouwd door Vekoma en is een aangepast model Junior Coaster. De rit begint met een darkridegedeelte, vervolgens volgt er een achtbaanrit. 

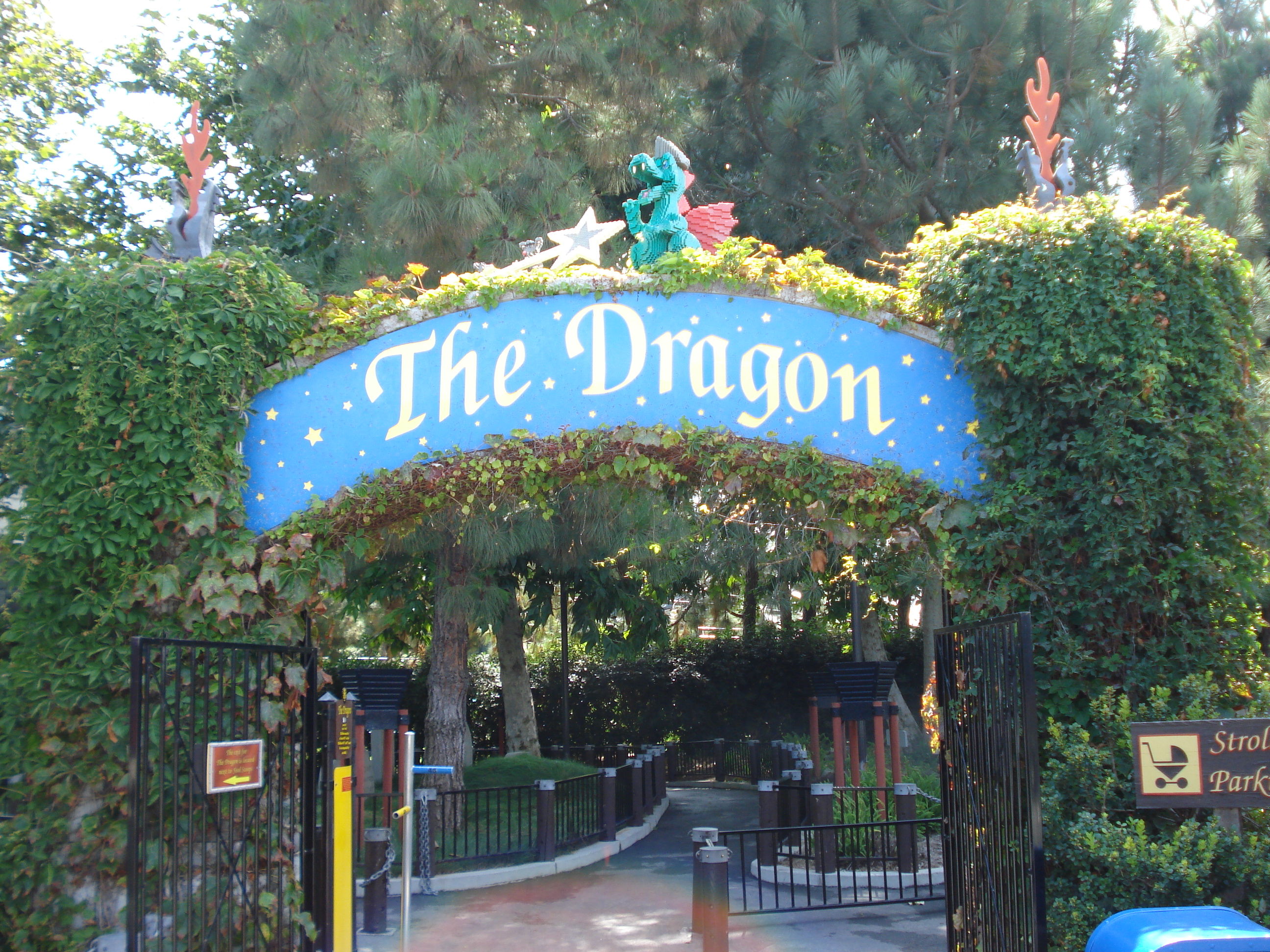
Entree
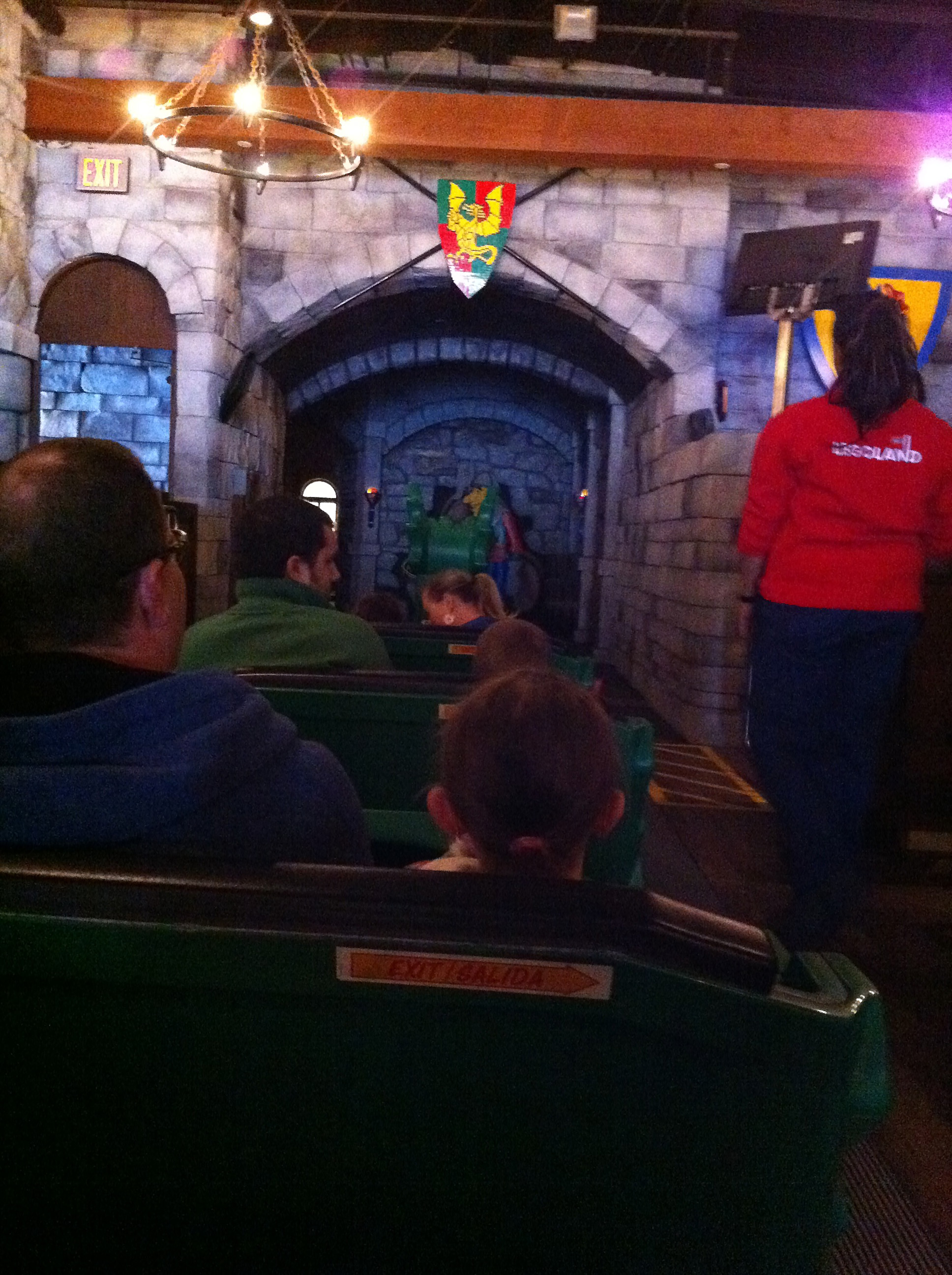
Station
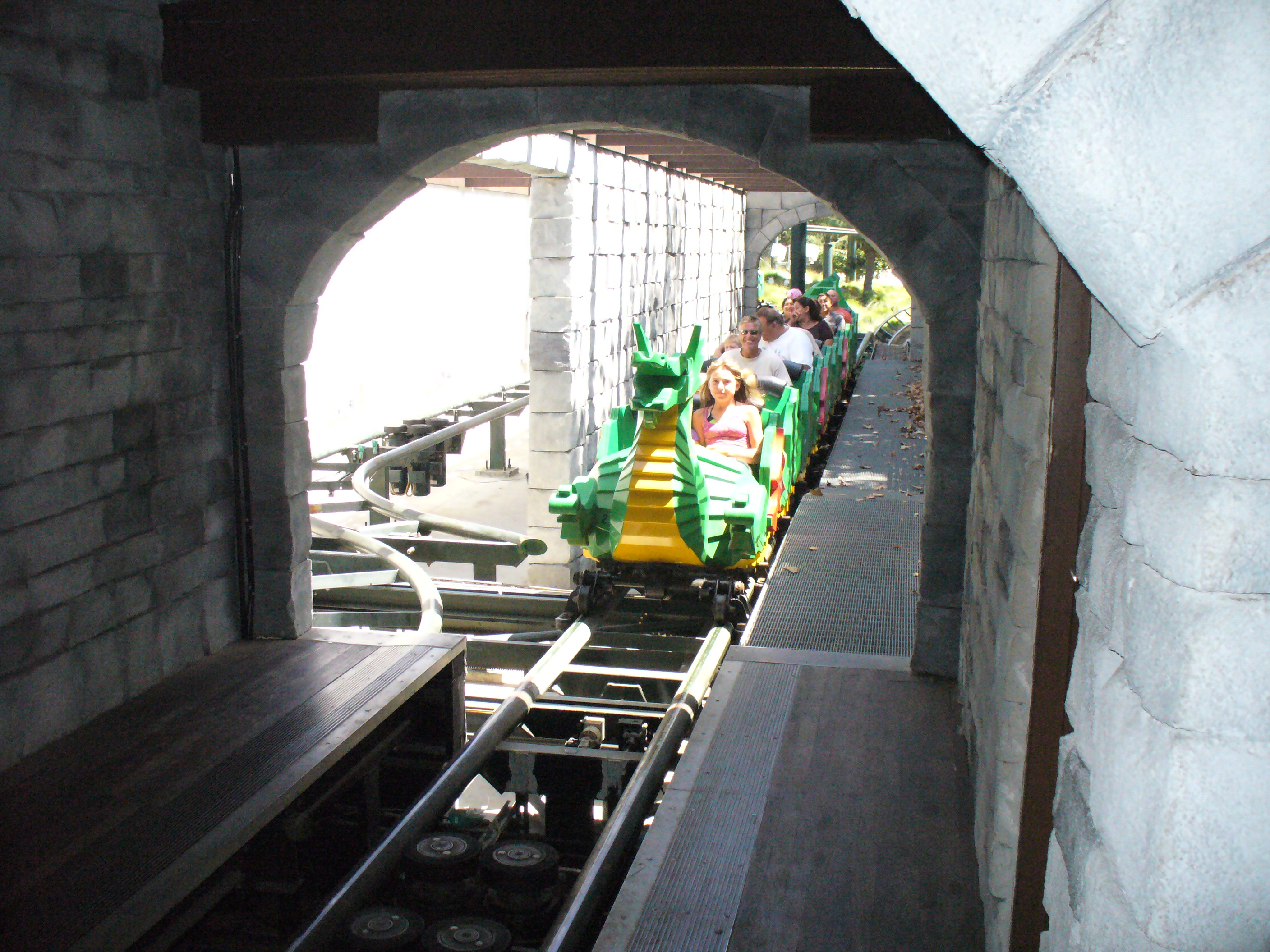
Voertuig

### Legoland Deutschland
In Legoland Deutschland is de naam de attractie Feuerdrache (Nederlands: Vuurdraak), opende het in 2002 en heeft een lengte van 530 meter. De attractie start met een darkridegedeelte, waarna het achtbaangedeelte begint. De stalen achtbaan is van de fabrikant Zierer en is van het model Force Five. De achtbaan is zestien meter hoog en heeft een topsnelheid van 60 km/u. Het stationsgebouw bevindt zich een grijs kasteel evenals de wachtruimte en de darkride. De gehele attractie telt drie treinen, waarin plaats is voor twintig personen. Feuerdrache heeft een capaciteit van 1200 personen per uur.

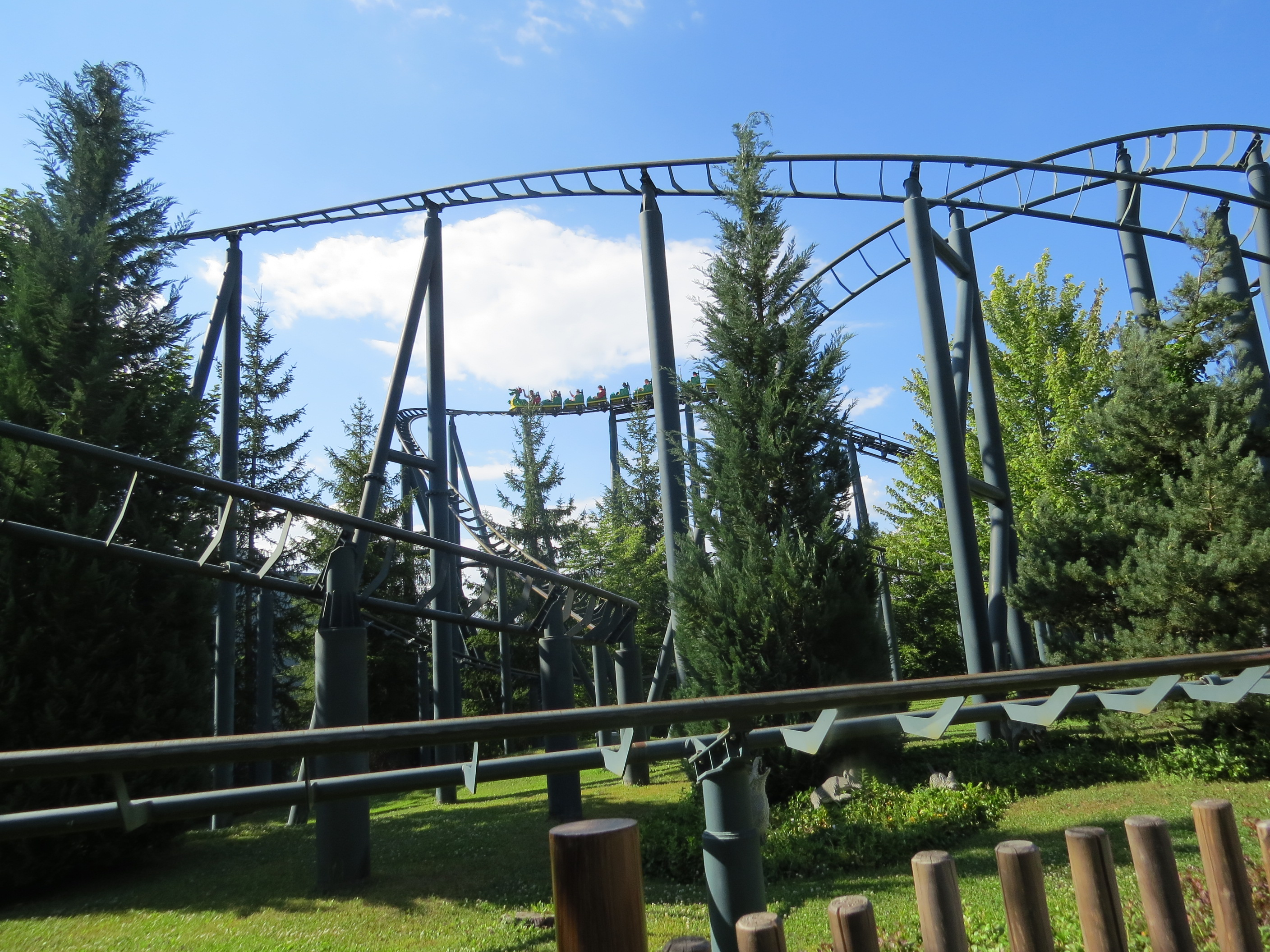
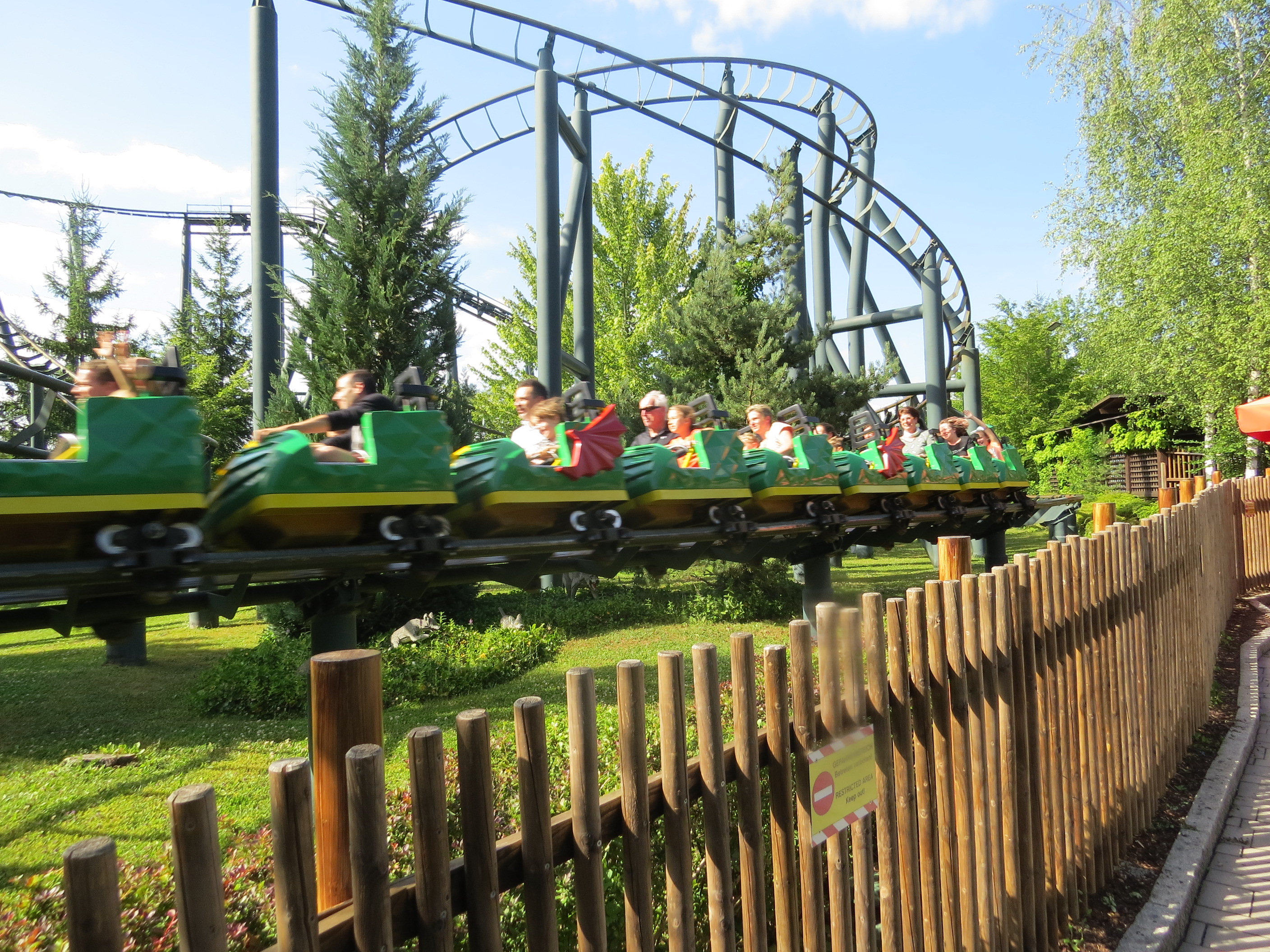
Achtbaan in werking.
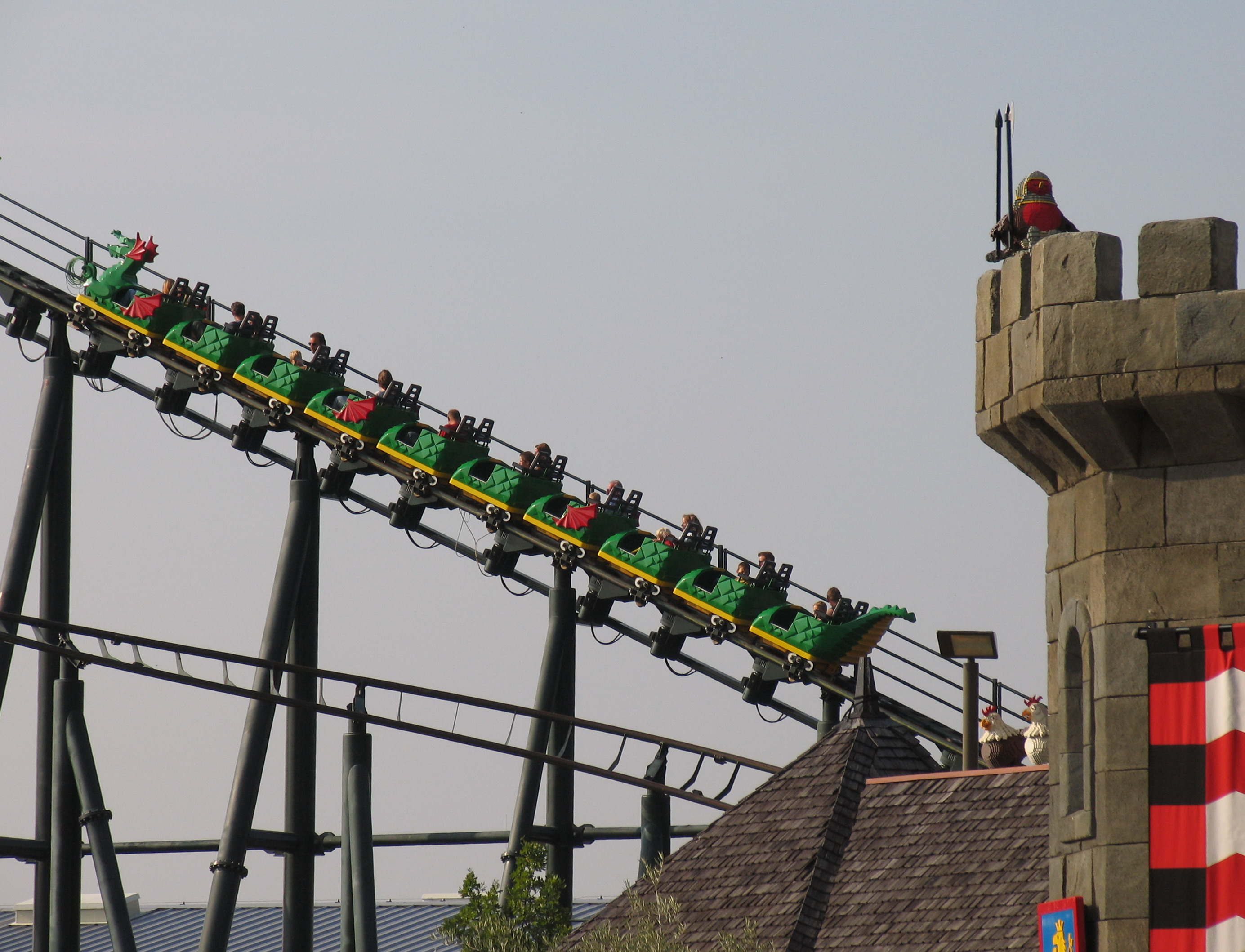
Optakeling

### Legoland Florida
De attractie in Florida opende in 2004 als Okeechobee Rampage toen het park nog Cypress Gardens Adventure Park heette. De achtbaan is gebouwd door Vekoma en is van het model Junior Coaster 335m. De status van de attractie was SBNO van 2008 tot 2011. Op 15 oktober 2011 heropende de achtbaan tezamen met de rest van het park in het nieuwe Legoland Florida. De rit begint met een darkridegedeelte, vervolgens volgt er een achtbaanrit.

### Legoland Maleisië
De attractie werd geopend op 15 september 2012 en is afkomstig van de fabrikant Zierer en is van het model Force Five. Elke trein heeft tien voertuigen en biedt plaats aan twintig personen. De rit begint met een darkridegedeelte, vervolgens volgt er een achtbaanrit.

### Legoland Dubai
De achtbaan werd geopend tezamen met het park in oktober 2016. De achtbaan afkomstig van de fabrikant Zierer en is van het model Force Five. De achtbaan heeft een hoogte van 16 meter en een snelheid van 60 km/u. De rit begint met een darkridegedeelte, vervolgens volgt er een achtbaanrit.

### Legoland Japan
De achtbaan werd in Legoland Japan geopend op 1 april 2017. De achtbaan is van de fabrikant Zierer en is van het model Force Five. De rit begint met een darkridegedeelte, vervolgens volgt er een achtbaanrit.

### Legoland New York
De achtbaan werd in Legoland Japan geopend op 9 juli 2021. De achtbaan is van de fabrikant Zierer en is van het model Force Five. De rit begint met een darkridegedeelte, vervolgens volgt er een achtbaanrit.

### Legoland Korea
De achtbaan werd in Legoland Japan geopend op 5 mei 2022. De achtbaan is van de fabrikant Zierer en is van het model Force Five. De rit begint met een darkridegedeelte, vervolgens volgt er een achtbaanrit.